# Safia leucoplaga
Safia leucoplaga är en fjärilsart som beskrevs av William Schaus 1911. Safia leucoplaga ingår i släktet Safia och familjen nattflyn. Inga underarter finns listade.